# 清川町 (八王子市)
清川町（きよかわちょう）は、東京都八王子市の地名。丁番を持たない単独町名であり、住居表示未実施区域である。郵便番号は193-0804（八王子西郵便局管区）。

## 地理
浅川・北浅川の北岸に整備された区域で、地内はほぼ全域が住宅街である。地内の北西部を中央自動車道が通過する。北は楢原町、東は中野上町4丁目、南・西では泉町と接する。
もとは楢原町（旧南多摩郡川口村）の一部であり、楢原町から分かれて現在は八王子市中央地域に属する。

### 地価
住宅地の地価は、2014年（平成26年）1月1日の公示地価によれば、清川町17番3の地点で10万6000円/m2となっている。

## 歴史

### 沿革
- 1963年（昭和38年） - 財団法人八王子市住宅協会による南楢原土地区画整理事業として開発される。
- 1964年（昭和39年） - 楢原町より分立して成立。

## 世帯数と人口
2017年（平成29年）12月31日現在の世帯数と人口は以下の通りである。
| 町丁   | 世帯数  | 人口    |
| ------ | ------- | ------- |
| 清川町 | 612世帯 | 1,300人 |

## 小・中学校の学区
市立小・中学校に通う場合、学区は以下の通りとなる。
| 番地 | 小学校               | 中学校               |
| ---- | -------------------- | -------------------- |
| 全域 | 八王子市立楢原小学校 | 八王子市立第二中学校 |

## 交通

### 鉄道
地内に鉄道は通過していない。最寄駅は西八王子駅。

### 道路
地内に主な国道・県道は通過していない。清川町の西側を中央自動車道が通過しているがインターチェンジはない。
最寄りの主要道路は清川町の東から北にかけて、中野上町4丁目から楢原町方向に通過している東京都道32号八王子五日市線（秋川街道）である。

## 施設
- 清川町会館
- 清川第一公園
- 清川第二公園
- 清川第三公園
- 清川交通遊園